# Deliberative Polling
Deliberative Polling (auch Deliberationsforum, englisch Deliberative opinion poll) kombiniert Methoden der Befragung mit partizipativen Workshopformaten und wird seit Mitte der 1990er-Jahre vor allem in den angelsächsischen und skandinavischen Ländern eingesetzt. Es eignet sich für komplexe und konfliktgeladene Themen, die eine hohe Aufmerksamkeit in der Öffentlichkeit erfahren. Ziel ist die Einbindung einer repräsentativen Bevölkerungsgruppe und möglichst die Entwicklung einer „neuen“ gemeinsamen inhaltlichen Position. Begleitet von medialer Arbeit, soll eine hohe öffentliche Aufmerksamkeit erreicht werden.

## Ablauf
Der Prozess eines Deliberationsforums (dänisch Folkehøring) erfolgt in folgenden Schritten:

### Schritt 1: Befragung I
Der Prozess beginnt mit einer repräsentativen Auswahl von Bürgern durch eine Zufallsstichprobe. Anschließend wird deren Meinung bzw. Position zu dem Thema des Forums telefonisch, schriftlich oder persönlich erfragt. Bei den ausgewählten Bürgern wird zudem die Bereitschaft zur weiteren Teilnahme am Prozess abgefragt. Dabei muss die Repräsentativität sichergestellt werden.

### Schritt 2: Information
Bürger mit der Bereitschaft zur Teilnahme erhalten zielgerichtet weiterführende und ausgewogene Informationen zu der anstehenden Diskussion. Interessierte Bürger werden so zu sachverständigen Bürgern. Die Informationsvermittlung kann über den Versand von Printmedien oder online erfolgen.

### Schritt 3: Debatte
Phase 1: Kleingruppen – In einer eintägigen Veranstaltung werden die repräsentativ ausgewählten Bürger nach dem Zufallsprinzip auf Kleingruppen aufgeteilt. Die dort stattfindenden Diskussionen werden professionell moderiert. In der Kleingruppenphase wird die Informationsvermittlung abgeschlossen und ein strukturiertes Meinungsbild der Bürger entwickelt. Die Bürger sind gefordert, nicht nur die Positionen von Politikern und Experten zu kritisieren, sondern sie können und sollen neue Lösungen suchen.
Phase 2: Debatte – Das in Phase 1 erarbeitete Meinungsbild, bzw. der Lösungsvorschlag der Bürger dient als Ausgangspunkt für die anschließende Debatte: Ihre neuen Lösungsansätze werden den Experten und Politikern vorgestellt und von diesen diskutiert.
Phase 3: Abschlussplenum – Experten und Politiker entwickeln ihre Position auf Basis der Lösungsvorschläge und des Meinungsbildes der Bürger weiter und stellen sie abschließend im Plenum vor.

### Schritt 4: Befragung II
Die Veranstaltung endet mit einer finalen Meinungsabfrage der Beteiligten. Bei den Bürgern wird evaluiert, inwieweit sich ihre Meinung durch die Informationen und die Debatte weiterentwickelt hat. Auch die Experten und Politiker stellen dar, wie sie auf Basis des Forums ihre Position weiterentwickelt haben.

### Mediale Begleitung und öffentliche Aufmerksamkeit
Die Ereignisse und Ergebnisse des Forums werden kontinuierlich aufgearbeitet und zeitnah an die Medien weitergegeben, die den Prozess begleiten. Die Informationsvermittlung an die Medien kann über Pressekonferenzen, Presse-, Radio- und Fernsehinterviews aller Teilnehmergruppen sowie Pressemitteilungen der Veranstalter erfolgen. Mitunter wird im Vorfeld des Prozesses eine Medienpartnerschaft vereinbart, die eine kontinuierliche Begleitung gewährleistet.

### Variation
Eine Differenzierung der Vorher-Nachher-Befragung ist möglich, indem zusätzliche Befragungsrunden durchgeführt werden. Im Forum (Folkehøring) zur Einführung des Euro in Dänemark wurden weitere Befragungen direkt vor Beginn der Debatte und drei Monate nach Ende des Folkehørings realisiert.

### Eigenschaften
Das Forum stellt eine Ergänzung zu den formalisierten Kanälen repräsentativer Demokratie dar. Als Ad-hoc-Instrument zur Bürgerbeteiligung ist es außerparlamentarisch, nicht institutionalisiert und von Wahlen losgelöst. Seine inhaltliche Agenda ist i. d. R. auf ein bestimmtes Thema begrenzt. Die Organisation eines Forums wird i. d. R. nicht von den teilnehmenden Bürgern selbst durchgeführt, sondern von politischen oder Verwaltungsinstanzen initiiert.
Ziel des Forums ist es nicht, dass die Teilnehmer im Namen der gesamten Bevölkerung handeln. Daher ist das Ergebnis nicht als verbindliche Entscheidung zu verstehen, denn die repräsentative Stichprobe kann keine Wahl ersetzen.

### Wirkung
Eine repräsentative Stichprobe von Bürgern wird am Verfahren beteiligt. Ziel ist es, so auch Bürger einzubeziehen, die durch traditionelle Instrumente der Bürgerbeteiligung nicht erreicht werden.
Durch das Forum soll ein gleichberechtigter Dialog zwischen Bürgern, Experten und Politikern angeschoben werden. Der Prozess soll die Informationsunterschiede der verschiedenen Gruppen ausgleichen und ein gemeinsames Forum schaffen.
Alle Beteiligten sollen im Prozess des Forums ihre Positionen weiterentwickeln. Es geht nicht darum, recht zu haben oder eigene Positionen durchzusetzen, sondern Ziel ist die Entwicklung einer „neuen“ gemeinsamen Position.
Wissenschaftlich ausgewertete Erfahrungen aus der Praxis haben ergeben, dass die Teilnehmer der Foren einen nachweisbaren Wissenszuwachs bezüglich der diskutierten Themen haben. Damit verbunden sind signifikante Einstellungsänderungen, welche unabhängig von der sozialen Herkunft der Teilnehmer beobachtet wurden. Unter den Teilnehmern stieg der Anteil derer, die nach anfänglicher Unentschiedenheit einen eigenen Standpunkt vertraten. Die Untersuchungen haben auch gezeigt, dass ein sehr hoher Anteil der Teilnehmer im Verlauf der Foren Verständnis für die Argumente der Gegenseite entwickelte.
Insgesamt zeigten die Teilnehmer eine große Zufriedenheit mit dem Verfahren. Nur zwei Prozent der Teilnehmer würden nicht an einem zukünftigen Forum teilnehmen wollen, ein Prozent der Teilnehmer würde Familienangehörigen oder Freunden von einer Teilnahme abraten.

## Beispiele

### Lokale Foren
China – In der chinesischen Provinz Zeguo Township wurde 2008 eine Bürgerbefragung durchgeführt. 175 repräsentativ ausgewählte Bürger diskutierten anschließend über das Budget der Lokalverwaltung.
Kalifornien – Im März 2008 erörterten 200 Bürger im San Mateo Country, Kalifornien, USA, zwei Tage lang das Thema „Erschwinglicher Wohnungsbau“ in ihrem Landkreis.

### Nationale Foren

#### Europa
Dänemark – Vor der politischen Entscheidung über die Einführung des Euro als Gemeinschaftswährung wurden im Jahr 2000 in Odense 364 Bürger beteiligt. Sie berieten über die Teilnahme Dänemarks an der Währungsunion.
Großbritannien – 130 repräsentativ ausgewählte Bürger diskutierten im Rahmen der Initiative Power2010 politische Reformvorschläge. Die von ihnen erstellte Vorschlagsliste war im Anschluss Grundlage für eine öffentliche Abstimmung. Die dort gewählten fünf wichtigsten Reformthemen sind seitdem Teil einer Wahlkampagne.

### EU-Foren
Im Jahr 2007 befragte die Europäische Union 3550 Bürger zum Thema „Die Zukunft Europas“ und lud davon 362 Bürger aus 27 Ländern für drei Tage zur weiterführenden Debatte ein.
Im März 2009 wurde das Projekt „Europäische Bürgerkonferenzen 2009“ zur Diskussion der wirtschaftlichen und sozialen Zukunft Europas in allen 27 Mitgliedsstaaten durchgeführt. Insgesamt 1500 Bürger nahmen daran teil. Im Mai 2009 wurden die Ergebnisse in Brüssel auf einem Europäischen Bürgergipfel mit 150 Teilnehmern zusammengeführt und mit europäischen politischen Entscheidungsträgern debattiert.